# Уралтрансмаш
Уральський завод транспортного машинобудування (Уралтрансмаш) - російський (раніше радянський) завод, що випускає військову техніку, а також трамвайні вагони, верстати-качалки, залізничну продукцію. Єдине підприємство у Росії, що виробляє самохідні артилерійські установки. Розташоване в Єкатеринбурзі.

## Історія
"Уральський завод транспортного машинобудування" - одне з найстаріших підприємств Уралу: його історія налічує більше двохсот років. Початок підприємству поклала заснована 1817 року в Єкатеринбурзі золотопромивальна фабрика. Через тридцять років на її місці збудували машинобудівний завод, який виготовляє парові машини, котли, локомобілі, обладнання для гірничодобувної промисловості.
Після 1917 року завод був націоналізований і отримав назву "Металіст". Після реконструкції він почав випускати нафтовидобувне та нафтопереробне обладнання, виконував замовлення новобудов у період індустріалізації.
Сучасна історія підприємства розпочалася під час Великої Вітчизняної війни. У другій половині 1941 року в корпусах заводу розмістилися колективи евакуйованих підприємств із Москви, Подільська та Сталінграда. Почався монтаж нового обладнання та незабаром із заводу вирушив на фронт перший легкий танк Т-60. Протягом першого півроку виробництва заводі виготовили 1238 легких танков.
З того часу на заводі було розроблено або модернізовано близько сорока видів виробів військової техніки. На підприємстві працює конструкторське бюро, яке створило низку нових військових виробів.
У 1989 році "Уралтрансмаш" випустив свою першу самохідну гаубиці 2С19 «Мста-С». Модифікації «Мста-С» і зараз поставляються до російської армії. Зокрема, у листопаді 2011 року війська Південного військового округу в Чеченській республіці отримали 26 нових самохідних гаубиць 2С19М1 «Мста-С», які замінили застарілі установки 2С3 «Акація».
Крім військової продукції "Уралтрансмаш" виробляє верстати-гойдалки для видобутку нафти, лебідки для пасажирських та вантажних ліфтів, низькопідлогові трамваї. У 2012 році планується розпочати серійне виробництво трамваїв з акумуляторами.

## Трамвайні вагони
| Наименование      | Годы выпуска | Количество  | Фото | Примечание |
| ----------------- | ------------ | ----------- | ---- | --- |
| 71-401 (СПЕКТР-1) | 1997         | 1           |      | Експериментальний вагон створений на основі Tatra T6B5 |
| 71-402 «СПЕКТР»   | 1999—2005    | 55          |      | Удосконалена модель вагона 71-401 з видозміненим кузовом та новим електрообладнанням |
| 71-403            | 2003—2012    | 37          |      | Удосконалена модель вагона 71-402 з новою округлою формою кабіни, зміненим електрообладнанням, електронним автоінформатором                                                                               |
| 71-405            | 2006—2014    | 106         |      | Удосконалена модель вагона 71-403 з новими деталями кузова, вклеєним склом, асинхронним двигуном та новими тяговими перетворювачами                                                                       |
| 71-407            | 2009—2020    | 183         |      | Вагон із змінним рівнем підлоги (площа низькопідлогової частини пасажирського салону становить 39%), створений на базі 71-405                                                                             |
| 71-409            | 2011,2019    | 4           |      | Трисекційний зчленований односторонній вагон зі 100-відсотковим рівнем низької підлоги |
| 71-410 (R1)       | 2014         | 0 (1 макет) |      | Трисекційний низькопідлоговий трамвай, розроблений спільно з ОКБ «Атом». Вперше його повнорозмірний макет без ходової частини було представлено у липні 2014 року в Єкатеринбурзі на виставці «Іннопром». |
| 71-411            | 2019—н.в.    | 20          |      | Вузькоколійний трамвайний вагон на базі моделі 71-412 із шириною колії 1000 мм. |
| 71-412            | 2018—н.в.    | 4           |      | Чотирьохосний трамвайний вагон зі змінним рівнем підлоги |
| 71-414            | 2014         | 70          |      | Вагон типу PESA TWIST, випущені на заводі PESA в Хожуві (Польща), для яких Уралтрансмаш виступив як дистриб'ютор та постачальник інформаційних систем у салоні.                                           |
| 71-415            | 2018—н.в.    | 5           |      | Чотиривісний низькопідлоговий трамвайний вагон |
| 71-415Р           | 2020—н.в.    | 11          |      | Чотирьохосний низькопідлоговий трамвайний вагон у стилі ретро, створений на базі 71-415 |
| 71-418            | 2019         | 1           |      | Шестіосний трисекційний низькопідлоговий трамвайний вагон |

## Показники діяльності
У 2011 році "Уралтрансмаш" отримав 32,5 млн рублів чистого прибутку по РСБУ, що в 3,7 рази перевищує показники 2010 року. Виручка підприємства збільшилася в 1,7 рази - до 5,44 млрд рублів.

## Нагороди
- Орден Трудового Червоного Прапора (16.09.1945) - за успішне виконання завдань ДКО СРСР.
- Орден «Знак Пошани» (1976)[8]

## Керівники
- 1941-1943 Фрезеров, Григорий Рафаилович
- 1943-1947 Лисин Иван Иванович
- 1947-1950 Петухов Константин Дмитриевич
- 1950-1963 Атаманов Михаил Павлович
- 1963-1971 Саплянов Вениамин Васильевич
- 1971-1988 Студенок Геннадий Андреевич
- 1988-2001 Шарков Александр Николаевич
- 2001-2003 Зибарев Юрий Петрович
- 2003-2013 Комратов Юрий Сергеевич
- 2013-2015 Носов Алексей Дмитриевич
- 2015-2016 и.о. Колесник Павел Васильевич
- 2016-2019 Городилов Владимир Александрович
- 2019 - Семизоров Дмитрий Юрьевич